# Regierungsgebäude (Aarau)

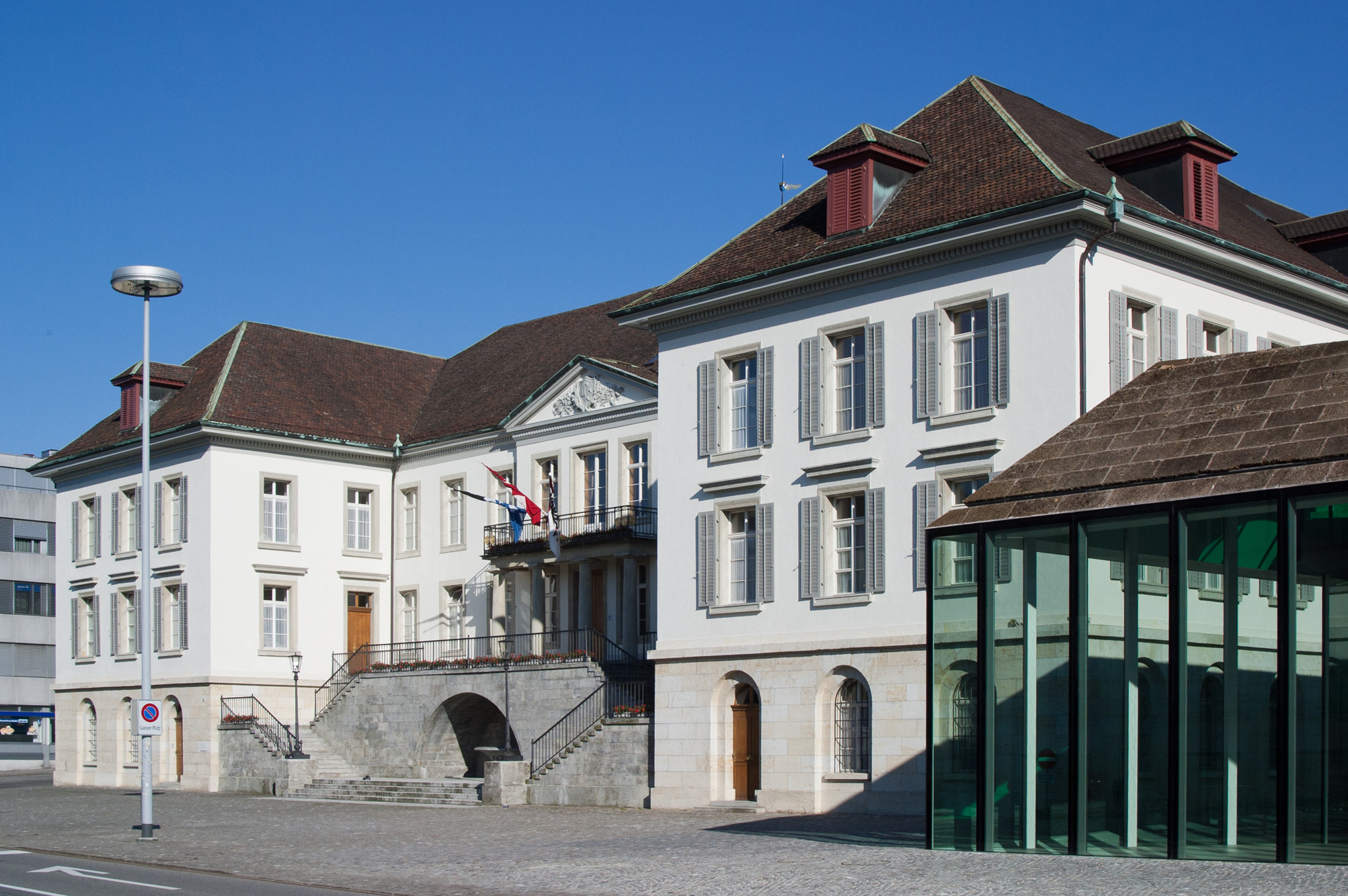
Das Regierungsgebäude von Nordwesten her gesehen

Das Regierungsgebäude in Aarau ist der Sitz der Aargauer Kantonsregierung. Es liegt südlich der Altstadt an der Oberen Vorstadt, die östlich am Gebäude vorbeiführt. Das Regierungsgebäude entstand zwischen 1811 und 1834 durch den Umbau und die Erweiterung des zuvor bestehenden Gasthauses Löwen, es wurde allerdings schon 1819 bezogen. Vor der Hauptfront an der Nordseite befindet sich der Aargauerplatz. Der hinteren südlichen Fassade zugewandt ist das 1826/28 errichtete Grossratsgebäude, der Sitz des Kantonsparlaments. Westlich des Regierungsgebäudes befindet sich das Aargauer Kunsthaus, südwestlich die Aargauer Kantonsbibliothek, nördlich auf der gegenüberliegenden Strassenseite die Obere Mühle.

## Geschichte
Als der Kanton Aargau 1803 gegründet wurde, stand er vor dem Problem, dass er keine geeigneten Gebäude für seine Regierung besass. Die Stadt Aarau bot der Regierung ihr Rathaus als vorübergehenden Sitz an, während sich die Stadtverwaltung vorübergehend im Haus zum Schlossgarten niederliess und 1804 das Gebäude Pelzgasse 19 (heutige Zunftstube) bezog. Es war den Verantwortlichen bewusst, dass dies nur Übergangslösungen waren, bis ein permanentes Regierungsgebäude errichtet und bezogen werden konnte. Als geeigneten Bauplatz erachtete die Regierung den Gasthof Löwen vor der Stadt, da dessen Besitzer Christof Locher es am 6. März 1805 der kantonalen Finanzkommission verpfänden musste. Der Gasthof ging 1807 endgültig in Staatsbesitz über.
Im Januar 1811 beschloss die Kantonsregierung den Bau des Regierungsgebäudes. In Frage kamen sowohl ein Umbau des Gasthofes als auch ein Neubau auf demselben Grundstück. Kantonsbaumeister J. Schneider erhielt den Auftrag, verschiedene Varianten auszuarbeiten, die dann den Architekten Hans Caspar Escher und Johann Daniel Osterrieth zur Beurteilung vorgelegt wurden. Die Experten sprachen sich für jene Variante aus, die den Erhalt des Gasthofes als Mittelteil vorsah, ergänzt um zwei quer gestellte Seitenflügel.
Mit dem Bau der Fundamente des Westflügels konnte noch 1811 begonnen werden und im Spätherbst war der Westflügel unter Dach. Die Errichtung des Ostflügels gestaltete sich allerdings schwieriger, einerseits aus politischen Gründen, andererseits weil man sich über die Gestaltung des Grossratsaales nicht einigen konnte. Das Problem löste sich erst 1823 durch den Beschluss, für das Kantonsparlament ein eigenes Gebäude zu errichten.
Der Westflügel, der die Regierungszimmer beherbergt, wurde 1819 bezogen. Der Dachstuhl des Ostflügels konnte im Oktober 1824 aufgerichtet werden. Alle Zimmer im Ostflügel waren 1826 bezugsbereit. 1830 stellte man den bisher von Konsolen getragenen Balkon vor dem Mittelrisalit auf Säulen. Schliesslich war 1834 der Brunnen mit dem Delphin in der Bogennische unter der Eingangstreppe fertiggestellt. Die Vollendung des Regierungsgebäudes dauerte also 23 Jahre.

## Gebäude

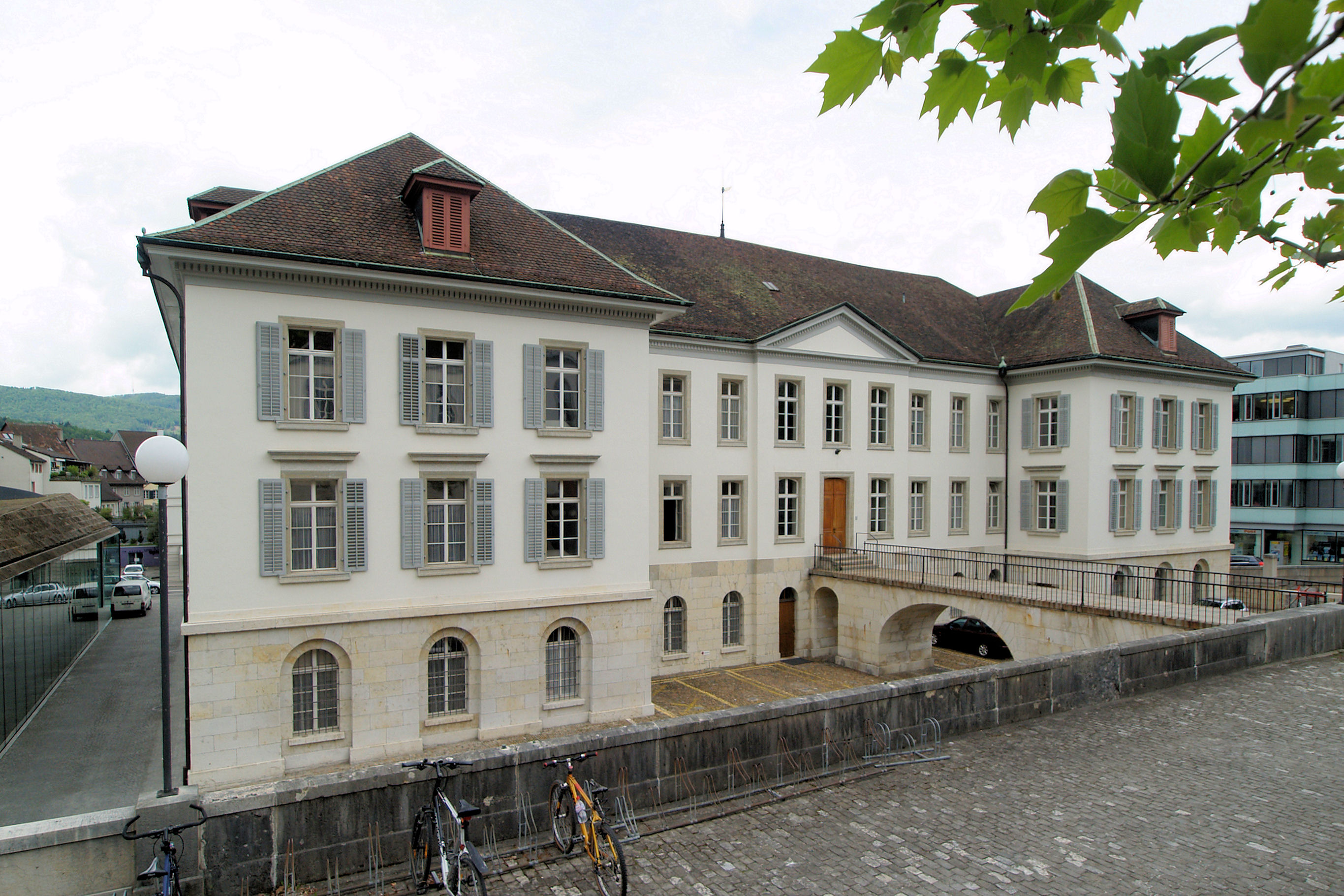
Rückansicht des Regierungsgebäudes

Der Mittelteil des Gebäudes ist der ehemalige Gasthof Löwen, der 1739 anstelle eines hölzernen Vorgängerbaus errichtet wurde. Es handelte sich um ein stattliches Patrizierwohnhaus im Louis-XV-Stil, das erste seiner Art in Aarau. Dahinter war ein französischer Ziergarten angelegt worden. Der ursprüngliche Schmuck an den Aussenwänden des alten Gebäudes wurde fast vollständig entfernt. Von dessen Innenausbau ist nur ein Teil der 1741 von Johann Ulrich Schnetzler angefertigten Stuckdecke im Treppenhaus erhalten geblieben. Das ehemalige Erdgeschoss bildet heute das erste Stockwerk, da die Terrasse, die ursprünglich das ganze Haus umgab, entfernt wurde.
An den Altbau fügte man beidseitig einen querstehenden Seitenbau an, so dass der Grundriss des gesamten Gebäudes einem doppelten T gleicht. Vor dem Haupteingang, der sich immer noch an der gleichen Stelle wie beim Altbau befindet, führt vom Strassenniveau eine Treppenanlage hinauf, die zwischen die beiden Seitenflügel eingebaut wurde. Das heutige Erdgeschoss ist optisch klar von den beiden oberen Stockwerken abgetrennt. Im Erdgeschoss sind die Fenster als Rundbogennischen eingefügt, die bis zum Boden reichen. Die Fenster in den beiden oberen Stockwerken sind dagegen rechteckig, über den Fenstern des ersten Stockwerks des Neubaus befindet sich eine Gesimsbekrönung. Am Altbau befindet sich am Mittelrisalit ein Balkon, der von vier Säulen getragen wird.
Von der Rückseite führt eine gewölbte Brücke zum Grossratsgebäude, da auch die Rückseite abgesenkt wurde und an den dabei entstehenden Stützmauern zwei niedrige Nebengebäude angebaut wurden.